# Lightnin’ Slim
Lightnin’ Slim (właśc. Otis V. Hicks; ur. 13 marca 1913, zm. 27 lipca 1974) – amerykański bluesman, wokalista i gitarzysta, reprezentujący luizjański styl bluesa znany jako "swamp blues".

## Życiorys
Urodził się i został wychowany na farmie pod Saint Louis w stanie Missouri. Był jednym z czworga dzieci. Jeszcze dzieciństwie zainteresował się muzyką i ojciec nauczył go gry na gitarze. Od 1926 r. pracował poza muzyką i wkrótce porzucił szkołę.
W 1929 roku rodzina przeniosła się do St. Francisville w stanie Luizjana. W latach 30. XX wieku pracował w dalszym ciągu poza muzyką na plantacji i uczył się grać na gitarze od swojego brata Layfielda. Pod koniec lat 30 i w latach 40. występował często z lokalnymi zespołami na piknikach i wiejskich zabawach.
W 1946 roku przeprowadził się do Baton Rouge. Pracował poza biznesem muzycznym oraz często występował z małym zespołem w barach i salach tanecznych w afroamerykańskim getcie w tym mieście. Jego głównym zespołem w tym okresie był Big Poppa's Band, z którym występował w Johnny's Cafe. Około 1948 r. często grał w grupie Schoolboy Cleve'a w miejscowych klubach oraz w programach radiowych. Zyskał wówczas przydomek Lightnin’ Slim.
W latach 50. XX w. zaczął nagrywać dla firmy Feature w Crowley w Luizjanie. Jego pierwszym singlem stał się utwór "Bad Luck" z 1954 r. W tym samym okresie nagrywał także dla firmy Ace w Jackson w stanie Missisipi. Często występował ze Slimem Harpo i Jeffreyem Tysonem. Wkrótce zaczął nagrywać dla firmy Excello w Crowley.
W 1955 roku sformował swój zespół, z którym występował w klubach, salach tanecznych, na piknikach i wiejskich zabawach w rejonie Crowley. Stałym perkusistą w jego zespołach tego okresu był Warren Storm. Następnie aż do lat 60. grał z Whispering Smithem w rejonie Baton Rouge. Jego lokalnymi przebojami stały się takie utwory jak "G.I. Slim" i "It's Mighty Crazy". Z Lazy Lesterem nagrał kolejne przeboje: "Mean Old Lonesome Train", "Hoodoo Blues" oraz swój największy hit "Rooster Blues". Z zespołem w skład którego wchodzili James "Kingfish" Johnson (b) i Lazy Lester (ha) występował w Luizjanie i w Teksasie.
W 1966 roku przeprowadził się do Detroit w stanie Michigan i pracował poza biznesem muzycznym od czasu do czasu grając na różnych piknikach i zabawach. W 1967 roku przebywał w Chicago, gdzie występował w lokalnych klubach razem ze Slimem Harpo. W 1968 roku występował ze Slimem Harpo w nowojorskim klubie The Scene, po czym wycofał się na krótko z życia muzycznego.
W 1970 r. wystąpił w Grand Ballroom w Detroit, a w roku 1971 pojawił się na University of Chicago Folk Festival. Dokonał także nowych nagrań dla firmy Excello w Sheffield w stanie Alabama. W tym samym roku wystąpił także na Ann Arbor Blues Festival w Ann Arbor w stanie Michigan.
W 1972 roku odbył tournée po Europie w ramach American Folk Blues Festival. Dokonał także nagrań dla firmy Blue Horizon w Londynie. Występował również w Marquee Club oraz w Concord Club w Londynie. Wystąpił wówczas na Montreux Jazz Festival w Montreux w Szwajcarii.
W 1973 roku wziął udział w europejskim tournée w ramach American Blues Legends. Nagrał wówczas kilka utworów dla firmy Big Bear (Polydor) w Londynie. Koncertował także w lokalnych londyńskich klubach oraz w Windsor w Kanadzie.
Zmarł w 1974 roku w Henry Ford Hospital w Detroit na raka. Został pochowany na Cmentarzu Oak Hill w Pontiac w stanie Missisipi. Był żonaty z siostrą Slima Harpo; mieli kilkoro dzieci.
Jako gitarzysta był pod wpływem takich bluesmanów jak Lightnin’ Hopkins, Muddy Waters, Sonny Boy Williamson oraz Sonny Boy Williamson II (Alex Miller). Wpłynął zarazem na takich muzyków jak Buddy Guy, Slim Harpo, Silas Hogan i Boogie Jake.

## Dyskografia
- Rooster Blues - 1960 (reedycja 2002)
- A Long Drink of Blues - 1964
- Bell Ringer - 1965
- London Gumbo - 1971
- Blue Lightning - 1972
- High and Lowdown - 1974 (reedycja 1995)
- The Early Years - 1976
- Trip to Chicago - 1978
- King of the Swamp Blues (1954-1961) - 1992
- I'm Evil: Rare and Unissued Excello Masters, Vol. 1 - 1995
- The Best of Lightnin’ Slim - 1999